# Papuascincus stanleyanus
Papuascincus stanleyanus — вид сцинкоподібних ящірок родини сцинкових (Scincidae). Ендемік Нової Гвінеї. 

## Поширення і екологія
Papuascincus stanleyanus мешкають в горах Центрального хребта Нової Гвінеї. Вони живуть у вологих тропічних лісах, на галявинах, на високогірних луках і серед скель. Зустрічаються на висоті від 700 до 3440 м над рівнем моря. Голотип походить з гори Вікторія в хребті Овен-Стенлі.
Papuascincus stanleyanus часто зустрічається в людських поселеннях. У Верхній долині Кайронк в провінції Маданг це найпоширеніша маленька ящірка, яку можна знайти в будинках.